# 国安永远争第一
《国安永远争第一》是中国足球超级联赛俱乐部北京国安队的队歌，创作于1995年，由音乐人张军作曲，孟军编曲。歌曲的名称阐示了国安俱乐部所提倡的精神：“永远争第一”。北京国安是第一家拥有自己队歌的中国足球俱乐部，《国安永远争第一》也是中国足球俱乐部第一首正式队歌。随着时间的推移，“国安永远争第一”已经成为俱乐部文化的组成部分，历经十数年流传依然具有旺盛的生命力。

## 链接
- 北京国安俱乐部官方网站（页面存档备份，存于）
- 北京国安队队歌（页面存档备份，存于）
- 北京国安队队歌（英文版）[永久]